# Čedok Open 1988
Čedok Open 1988, stylizováno ČEDOK Open a hráno jako Mezinárodní mistrovství ČSSR mužů v tenise, byl tenisový turnaj na profesionálním okruhu Nabisco Grand Prix. Druhý ročník Czechoslovak Open probíhal mezi 8. a 14. srpnem 1988 v československé metropoli Praze na antukových dvorcích štvanického areálu.
Turnaj disponoval rozpočtem 140 000 dolarů. Nejvýše nasazeným hráčem ve dvouhře se stal devátý hráč světa Miloslav Mečíř z Československa. Singlový titul získal Rakušan Thomas Muster, který tak vybojoval čtvrtou kariérní trofej z dvouhry z celkového počtu čtyřiceti čtyř vítězství. Deblovou soutěž vyhrála československá dvojice Petr Korda a Jaroslav Navrátil.

## Mužská dvouhra

### Nasazení
| Stát           | Hráč                   | ATP | Nasazení |
| -------------- | ---------------------- | --- | -------- |
| Československo | Miloslav Mečíř         | 9.  | 1.       |
| Argentina      | Guillermo Pérez Roldán | 14. | 2.       |
| Rakousko       | Thomas Muster          | 21. | 3.       |
| Československo | Tomáš Šmíd             | 48. | 4.       |
| USA            | Lawson Duncan          | 54. | 5.       |
| Československo | Milan Šrejber          | 53. | 6.       |
| Rakousko       | Horst Skoff            | 61. | 7.       |
| Sovětský svaz  | Andrej Olchovskij      | 79. | 8.       |

### Jiné formy účasti
Následující hráči obdrželi divokou kartu do hlavní soutěže:
- Martin Střelba
- Pavel Vízner
- Tomáš Zdražila

Následující hráči postoupili z kvalifikace:
- George Bezecny
- Jaroslav Bulant
- Richard Vogel
- Václav Roubíček

## Mužská čtyřhra

### Nasazení
| Stát           | Hráč               | Stát           | Hráč              | Nasazení |
| -------------- | ------------------ | -------------- | ----------------- | -------- |
| Československo | Miloslav Mečíř     | Československo | Tomáš Šmíd        | 1.       |
| Československo | Petr Korda         | Československo | Jaroslav Navrátil | 2.       |
| Československo | Josef Čihák        | Československo | Karel Nováček     | 3.       |
| Portugalsko    | João Cunha e Silva | Švédsko        | Jörgen Windahl    | 4.       |

## Přehled finále

### Mužská dvouhra
- Thomas Muster vs.  Guillermo Pérez Roldán, 6–4, 5–7, 6–2

### Mužská čtyřhra
- Petr Korda /  Jaroslav Navrátil vs.  Thomas Muster /  Horst Skoff, 7–5, 7–6